# Världsmästerskapen i bågskytte 2017
Världsmästerskapen i bågskytte 2017 arrangerades i Mexico City i Mexiko mellan 15 och 22 oktober 2017

## Medaljsummering

### Recurve[2]
| Event                          | Guld                                                   | Silver                                                         | Brons                                         |
| Herrarnas individuella tävling | Im Dong-hyun (KOR)                                     | Wei Chun-heng (TPE)                                            | Steve Wijler (NED)                            |
| Damernas individuella tävling  | Ksenia Perova (RUS)                                    | Chang Hye-jin (KOR)                                            | Tan Ya-ting (TPE)                             |
| Herrarnas lag                  | Italien Marco Galiazzo Mauro Nespoli David Pasqualucci | Frankrike Thomas Chirault Pierre Plihon Jean-Charles Valladont | Sydkorea Im Dong-hyun Kim Woo-jin Oh Jin-hyek |
| Damernas lag                   | Sydkorea Chang Hye-jin Choi Mi-sun Kang Chae-young     | Mexiko Mariana Avitia Aída Román Alejandra Valencia            | Taiwan Lin Shih-chia Lin Yu-hsuan Tan Ya-ting |
| Mixade lag                     | Sydkorea Im Dong-hyun Kang Chae-young                  | Tyskland Florian Kahllund Lisa Unruh                           | Storbritannien Patrick Huston Naomi Folkard   |

### Compound[2]
| Event                          | Guld                                                   | Silver                                                    | Brons                                                        |
| Herrarnas individuella tävling | Sebastien Peineau (FRA)                                | Stephan Hansen (DEN)                                      | Braden Gellenthien (USA)                                     |
| Damernas individuella tävling  | Song Yun-soo (KOR)                                     | Yeşim Bostan (TUR)                                        | Kristina Heigenhauser (GER)                                  |
| Herrarnas lag                  | USA Steve Anderson Braden Gellenthien Kristofer Schaff | Italien Sergio Pagni Federico Pagnoni Alberto Simonelli   | Colombia Sebastián Arenas Camilo Andrés Cardona Daniel Muñoz |
| Damernas lag                   | Colombia Sara López Alejandra Usquiano Nora Valdez     | Indien Trisha Deb Lily Chanu Paonam Jyothi Surekha Vennam | Sydkorea Choi Bo-min So Chae-won Song Yun-soo                |
| Mixade lag                     | Sydkorea Kim Jong-ho Song Yun-soo                      | Tyskland Marcel Trachsel Kristina Heigenhauser            | Italien Sergio Pagni Irene Franchini                         |

### Medaljtabell
| Pl.    | Nation         | Guld | Silver | Brons | Totalt |
| ------ | -------------- | ---- | ------ | ----- | ------ |
| 1      | Sydkorea       | 5    | 1      | 2     | 8      |
| 2      | Italien        | 1    | 1      | 1     | 3      |
| 3      | Frankrike      | 1    | 1      | 0     | 2      |
| 4      | Colombia       | 1    | 0      | 1     | 2      |
| 4      | USA            | 1    | 0      | 1     | 2      |
| 6      | Ryssland       | 1    | 0      | 0     | 1      |
| 7      | Tyskland       | 0    | 2      | 1     | 3      |
| 8      | Taiwan         | 0    | 1      | 2     | 3      |
| 9      | Danmark        | 0    | 1      | 0     | 1      |
| 9      | Indien         | 0    | 1      | 0     | 1      |
| 9      | Mexiko         | 0    | 1      | 0     | 1      |
| 9      | Turkiet        | 0    | 1      | 0     | 1      |
| 13     | Storbritannien | 0    | 0      | 1     | 1      |
| 13     | Nederländerna  | 0    | 0      | 1     | 1      |
| Totalt | Totalt         | 10   | 10     | 10    | 30     |

## Deltagande länder
| - Argentina (7) - Australien (7) - Österrike (6) - Belgien (7) - Bhutan (4) - Brasilien (7) - Kanada (10) - Chile (4) - Kina (6) - Taiwan (12) - Colombia (12) - Costa Rica (3) - Kroatien (6) - Kuba (4) - Tjeckien (5) - Danmark (12) - Dominikanska republiken (3) - Egypten (1) - El Salvador (6) - Estland (3) | - Finland (3) - Frankrike (12) - Färöarna (3) - Georgien (3) - Tyskland (12) - Storbritannien (11) - Guatemala (7) - Ungern (2) - Island (6) - Indien (12) - Italien (12) - Japan (8) - Kazakstan (6) - Sydkorea (12) - Lettland (1) - Litauen (6) - Luxemburg (2) - Malaysia (12) - Mexiko (12) (värdland) | - Moldavien (2) - Nederländerna (9) - Nya Zeeland (1) - Norge (5) - Filippinerna (4) - Polen (7) - Portugal (1) - Puerto Rico (2) - Rumänien (2) - Ryssland (12) - Saudiarabien (3) - Slovakien (1) - Slovenien (6) - Sydafrika (6) - Spanien (10) - Schweiz (5) - Turkiet (12) - Ukraina (6) - USA (12) |